# Ágios Therápon
Ágios Therápon är en ort i Cypern.   Den ligger i distriktet Eparchía Lemesoú, i den centrala delen av landet, 60 km sydväst om huvudstaden Nicosia. Ágios Therápon ligger 650 meter över havet och antalet invånare är 159. Den ligger på ön Cypern.
Terrängen runt Ágios Therápon är kuperad.Trakten runt Ágios Therápon är glesbefolkad, med 20 invånare per kvadratkilometer. Närmaste större samhälle är Ýpsonas, 16,5 km sydost om Ágios Therápon. Trakten runt Ágios Therápon är i huvudsak ett öppet busklandskap.
Medelhavsklimat råder i trakten. Årsmedeltemperaturen i trakten är 21 °C. Den varmaste månaden är juli, då medeltemperaturen är 33 °C, och den kallaste är januari, med 10 °C. Genomsnittlig årsnederbörd är 572 millimeter. Den regnigaste månaden är januari, med i genomsnitt 123 mm nederbörd, och den torraste är augusti, med 2 mm nederbörd.